# Титанобоа
 Титанобоа (лат. Titanoboa cerrejonensis) — вид вымерших змей, единственный в роде Titanoboa. Судя по строению скелета, являлась близким родственником удава (лат. Boa).
Известны из отложений возрастом 61,7—58,7 млн лет на территории современной Колумбии. Ископаемые остатки змеи были обнаружены в угольной шахте близ местечка Серрехон. Змея была обнаружена интернациональной командой учёных, возглавляемых Джонатаном Блохом (палеонтолог, Флоридский университет) и Карлосом Харамильо (палеоботаник из Смитсонского Университета Тропических Исследований, Панама)
Канадские и американские зоологи, проделав сравнительный анализ скелета, пришли к выводу, что змея могла достигать 13 метров в длину и весить более тонны. Самая длинная современная змея, сетчатый питон, достоверно достигает 7,5 метров в длину. Самая же маленькая змея, Leptotyphlops carlae, имеет длину всего 10 сантиметров.
Так как змеи холоднокровны, открытие только подтвердило то, что место обитания данного существа должно быть более тёплым, нежели предполагалось ранее, со среднегодовой температурой приблизительно 30—34 °C. Тёплый климат Земли во времена боа из Серрехона позволял холоднокровным змеям достигать гораздо больших размеров, нежели их современным потомкам. Палеонтологические раскопки, проводящиеся в настоящее время, подтверждают эту теорию.
Судя по строению зубов, питался удав исключительно рыбой.

## В культуре
- В 2011 году Чарли Бринсон и его команда создали 10-метровую действующую механическую модель титанобоа. В планах команды создание 15-метровой модели[4].

- 22 марта 2012 года 14-метровая реконструкция скелета титанобоа, созданная для посвящённой титанобоа научно-популярной программе Titanoboa: Monster Snake производства Smithsonian Channel, была представлена на Центральном вокзале Нью-Йорка.

- Титанобоа появляется во второй серии фантастического сериала «Портал юрского периода: Новый мир» (англ. Primeval: New World).

- В романе Рика Янси «Ступени, ведущие в бездну» сюжет разворачивается вокруг титанобоа — единственного живого найденного экземпляра. В книге данная змея описана как ядовитое создание, на ранних стадиях своего развития похожее на обычного удава, от укуса которого растворяются внутренние органы человека[источник не указан 2706 дней][значимость факта?].